# Aubrac
L'Aubrac è un altopiano vulcanico e granitico situato nella zona centro-meridionale del Massiccio Centrale, al confine tra le regioni Midi-Pirenei, Linguadoca-Rossiglione e Alvernia. Confina a nord con i monti del Cantal, a est con la Margeride e a sud con gli altopiani calcarei dei Grands Causses.